# 582 (szám)
Az 582 (római számmal: DLXXXII) egy természetes szám, szfenikus szám, a 2, a 3 és a 97 szorzata.

## A szám a matematikában
A tízes számrendszerbeli 582-es a kettes számrendszerben 1001000110, a nyolcas számrendszerben 1106, a tizenhatos számrendszerben 246 alakban írható fel.
Az 582 páros szám, összetett szám, azon belül szfenikus szám, kanonikus alakban a 21 · 31 · 971 szorzattal, normálalakban az 5,82 · 102 szorzattal írható fel. Nyolc osztója van a természetes számok halmazán, ezek növekvő sorrendben: 1, 2, 3, 6, 97, 194, 291 és 582.
Az 582 négyzete 338 724, köbe 197 137 368, négyzetgyöke 24,12468, köbgyöke 8,34913, reciproka 0,0017182. Az 582 egység sugarú kör kerülete 3656,81385 egység, területe 1 064 132,830 területegység; az 582 egység sugarú gömb térfogata 825 767 076,1 térfogategység.